# 弦楽四重奏曲第2番 (山田耕筰)

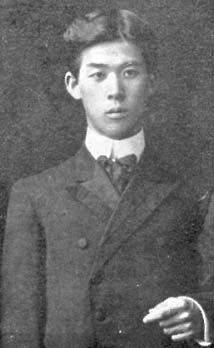
山田耕筰 (1910年撮影)

弦楽四重奏曲第2番 ト長調は、日本の作曲家、山田耕筰が1907年から1908年にかけて作曲した弦楽四重奏曲である。

## 概要
山田は弦楽四重奏曲の分野ではこの作品の前後に第1番、第3番、メヌエットと題された作品を作曲しているがいずれも未完に終わっているため、実質的に、山田の唯一の弦楽四重奏曲となっている。

## 編成
ヴァイオリン2、ヴィオラ、チェロ

## 楽曲構成
作品は単一楽章で、演奏時間は約5分。
作品について、作曲家の菅野浩和は「弦楽四重奏曲の4つの楽章が集約されたような作品ではなく、「弦楽四重奏のための1楽章」のような、あくまで一部分のみが独立した作品」と表現している。